# Pomésanie
Ne doit pas être confondu avec Poméranie.

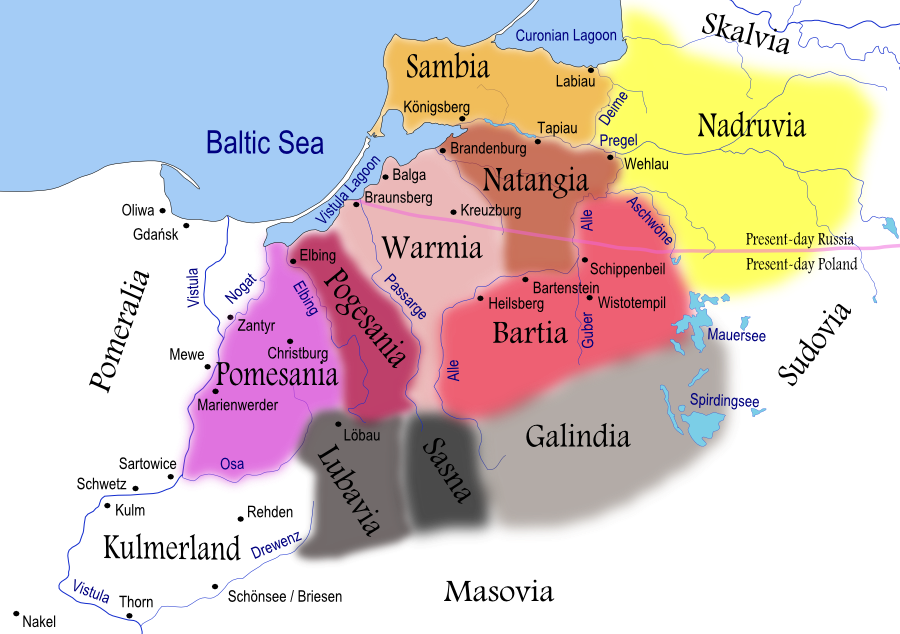
À l'Ouest la Pomésanie en Prusse au XIIIe siècle.

La Pomésanie est une région historique du nord de la Pologne, située entre la Nogat et la basse Vistule à l'ouest et la Drwęca à l'est. Elle est située autour des villes modernes d'Elbląg et de Malbork. Son nom a été formé d’après le mot prussien, « pomedie » qui désigne une limite à travers une forêt.
Cette région était habitée par diverses tribus baltes au moins depuis le IXe siècle et probablement plus tôt. Bien qu'elle ait partagé une grande partie de son histoire avec la région voisine de la Prusse, elle s’en distinguait géographiquement et c’est la raison pour laquelle elle a constitué le dernier groupe de prussophones, qui ont maintenu leur langue et leurs traditions jusqu'au XVIe siècle. En 1225 le duc Conrad de Mazovie demanda aux chevaliers teutoniques de protéger son territoire contre les incursions des Prussiens païens. La ville d'Elbing (Elbląg) fut fondée près de l’antique ville marchande prussienne de Truso.
La légende veut que le territoire ait reçu son nom de Pomeso, fils de Widewuto, un chef de clan prussien. De 1243 à 1821 la Pomésanie constitua un diocèse catholique en Prusse, sous la juridiction de l'évêque de Bydgoszcz.
La région fut absorbée par la province polonaise appelée Prusse royale, formée après la paix de Toruń (1466), mais fut incorporée au royaume de Prusse lors du premier partage de la Pologne en 1772, et devint avec le reste de la Prusse une partie de l'empire allemand en 1871. Après 1920, quand la majeure partie de la Prusse royale retourna à la Pologne (le couloir de Danzig), la Pomésanie demeura une partie de l'exclave qui devint la province allemande de Prusse-Orientale.
En 1945, après 173 ans, la Pomésanie redevint polonaise aux termes des accords de Potsdam.

## Nouvelle rédaction
Les Pomésaniens formaient une des tribus prussiennes. Ils vivaient en Pomésanie (lituanien : Pamedė ; polonais : Pomezania), une région historique dans le Nord de la Pologne moderne, située entre la Vistule et la Nogat à l'ouest, et la rivière Elbląg à l'est. Elle est située près des villes actuelles d'Elbląg et de Malbork. Étant la plus occidentale des tribus, les Pomésaniens furent les premiers Prussiens à être conquis par les chevaliers teutoniques, un ordre militaire allemand de croisés appelés sur le territoire de Chełmno pour convertir les païens au christianisme. En raison de l'assimilation et de germanisation, les Pomésaniens disparurent vers le XVIIe siècle.

### Étymologie
L'étymologie populaire veut que le territoire ait été ainsi nommé d'après Pomeso, un fils de Widewuto, le légendaire chef des Prussiens. Georg Gerullis a montré que le nom vient en réalité du mot pomedian qui en vieux prussien signifie la lisière de la forêt. Le terme lituanien pamedė, qui a le même sens, a été introduit par Kazimieras Būga.

## Histoire
La région a été habitée par des populations baltes depuis le IXe siècle au moins et peut-être plus tôt. À l'aube du XIIIe siècle, la population est estimée à environ 16 000-20 000. Se joignant à ses voisins pogésaniens, la tribu faisait de fréquentes incursions dans les territoires de Mazovie. En 1225 le duc Conrad de Mazovie demanda à l'Ordre teutonique de protéger son territoire contre ces incursions. En 1230 les Chevaliers s'installèrent dans le territoire de Chełmno et commencèrent la croisade de Prusse. En 1231 ils franchirent la Vistule et édifièrent la citadelle de Thorn, que le chef pomésanien Pepin assiégea sans succès : bientôt capturé, il fut torturé à mort. En 1233 la colonisation se poursuivit à Marienwerder et, au cours de l'hiver, les Prussiens rassemblèrent une grande armée pour livrer bataille sur la rivière Sirgune. Ils furent écrasés et, au cours des trois années suivantes, la totalité de la Pomésanie fut conquise et fit désormais partie de l'État monastique des chevaliers teutoniques. La ville d'Elbing fut fondée par l'Ordre en 1237 près de l’ancienne ville commerçante prussienne de Truso.
En 1243, l'évêché de Pomésanie et les trois autres diocèses (Évêchés de Samland, d'Ermeland et de Culm) furent placés par le légat pontifical Guillaume de Modène sous la juridiction de l'archevêque de Riga. Le diocèse de Pomésanie releva ensuite de l'évêque de Bromberg (Bydgoszcz) (jusqu'en 1821). Les Pomésaniens rejoignirent les autres tribus prussiennes pendant la Première Insurrection prussienne (1242-1249), mais ils furent la seule tribu à ne pas participer à la Grande Insurrection prussienne (1260-1274). Leur territoire, le plus à l'Ouest de la Prusse, était le plus exposé aux colons allemands et à leur culture. Ils s'assimilèrent et disparurent un peu plus vite que les autres Prussiens.
La paix de Toruń (1466) fit de cette région une partie de la province polonaise de Prusse Royale, mais elle fut incorporée au royaume de Prusse lors du premier partage de la Pologne en 1772. Avec le reste de la Prusse, elle fut intégrée à l'Empire allemand lors de l'unification de l'Allemagne en 1871. Quand en 1920 le traité de Versailles accorda à la Pologne la plus grande partie de l'ancienne Prusse royale sous la forme du corridor de Dantzig, la Pomésanie resta à l'Allemagne comme partie de l'exclave de Prusse-Orientale. Après la Seconde Guerre mondiale la Pomésanie fut annexée à la Pologne au terme de la Conférence de Potsdam. Elle est actuellement divisée entre les voïvodies de Warmie-Poméranie et de Mazurie.